# Archidiecezja Oviedo
Archidiecezja Oviedo (łac. Archidioecesis Ovetensis) – archidiecezja Kościoła rzymskokatolickiego w Hiszpanii. Jest główną diecezją metropolii Oviedo. Została erygowana w 811. W 1954 została podniesiona do rangi metropolii.